# Phoxophrys borneensis
Phoxophrys borneensis är en ödleart som beskrevs av  Robert F. Inger 1960. Phoxophrys borneensis ingår i släktet Phoxophrys och familjen agamer. Inga underarter finns listade i Catalogue of Life.